# Autoceļš A15
Autoceļš A15 ist eine zu Lettlands Staatsstraßen gehörende "Staatliche Hauptstraße" (lett. Valsts galvenie Autoceļi). Sie stellt die Westumfahrung der Stadt Rēzekne und ist Teil der Europastraße 262.